# Julio Luzardo
Julio Luzardo (Bogotá, 24 de septiembre de 1938) es un fotógrafo, libretista, cineasta, guionista y productor de cine colombiano.

## Biografía
Julio Luzardo estudió cine en la Universidad de California en Los Ángeles, junto con algunos cursos de teatro y actuación en el Pasadena Playhouse. Una de sus primeras compras antes de entrar a la universidad fue una cámara Bolex de 16mm. Al terminar sus estudios decidió renunciar a la ciudadanía norteamericana y se dedicó a hacer cine en su país natal, Colombia. Empezó primero con un cortometraje de ficción en 35mm basado en un cuento del escritor antioqueño Manuel Mejía Vallejo, Tiempo de sequía, que en un período de casi dos años evolucionó en el largometraje Tres cuentos colombianos, producido por Cine-TV Films.
En los siguientes realizó grandes largometrajes: El río de las tumbas, Una tarde… Un lunes y Préstame tu marido, la primera financiada por Cine-TV Films de nuevo y las otras dos con capital propio, prestado y la colaboración del elenco de actores en la última. Los resultados económicos no fueron los esperados y decidió en ese momento no volver a dirigir una película propia hasta no reunir una de dos condiciones: encontrar un guion que lo apasionara totalmente o un inversionista que le financiara totalmente un proyecto.

## Director

### Cine
- La ministra inmoral - (2007)
- Préstame tu marido - (1973)
- Una Tarde...Un Lunes' - (1972) ... incluye los 3 siguientes episodios:
  - # Al día Siguiente
  - # Una Tarde...Un Lunes
  - # Fin de Semana
- El río de las tumbas - (1964)
- Tres Cuentos Colombianos - (1962) ... incluye los 3 siguientes episodios:
  - # Tiempo de Sequía
  - # La Sarda
  - # El Zorrero

### Cortometraje
- "Ojos y voces" - (2002)
- "Reprobado" - (1994)
- "Gallo cantó tres veces" - (1987)
- "Semana de pasión" - (1984)

## Guionista
- Seis personajes en busca de autor  -(1985)
- La balada del café triste - (1985)
- La agonía del difunto - (1985)

### Teatro
- "La llamada fatal" - (1991)
- "El cuarto de Verónica" - (1989)
- "Entretelones" - (1987)
- "El apagón" - (1973)

### Televisión
- ¿Por qué mataron a Betty si era tan buena muchacha? (1989-1991)
- "Tomasita" - (1985)
- Revivamos nuestra historia - (1984) ... incluye los 3 siguientes episodios:
  - # Atanasio Girardot" 
  - # Los conspiradores" 
  - # Las heroínas"

## Productor
- 2006 - Gringo wedding